# Marolles-sous-Lignières
Marolles-sous-Lignières è un comune francese di 324 abitanti situato nel dipartimento dell'Aube nella regione del Grand Est.

## Società

### Evoluzione demografica
Abitanti censiti